# Oude Binnenweg 59-65 Rotterdam
Het pand aan de Oude Binnenweg 59-65 is een bedrijfsgebouw met woningen in Rotterdam Centrum. Het gebouw is tussen 1952 en 1953 gebouwd en is een van de weinige naoorlogse gebouwen die in traditionele trant zijn gebouwd tijdens de Rotterdamse wederopbouw.

## Geschiedenis
Na het bombardement van Rotterdam op 14 mei 1940 werd het oude centrum grotendeels verwoest, en moest er een nieuwe binnenstad worden ontworpen voor de wederopbouw van de stad. Al vier dagen na het bombardement kreeg W.G. Witteveen de opdracht om dit mogelijk te maken. Het eerste wederopbouwplan van Witteveen bestond, in tegenstelling tot het latere Basisplan van zijn opvolger en assistent Cornelis van Traa, grotendeels uit herbouw in traditionalistische trant. Deze herbouw moest pandsgewijs plaatsvinden en bestond uit bakstenen gevels, ramen met roedeverdeling, decoratieve elementen en schuine kappen. Hij nodigde tijdens de Tweede Wereldoorlog veel verschillende architecten uit om allerlei panden in de straten te ontwerpen van een stad die uiteindelijk nooit werd opgeleverd.
Hoewel Witteveen al in 1944 vervangen werd door van Traa en daardoor de wederopbouwprioriteit van traditionalistische herbouw naar experimentele, functionalistische nieuwbouw was verschoven, werden er in de periode 1941-1954 meerdere gebouwen in de traditionalistische stijl opgeleverd. Een paar van deze gebouwen zijn de Rotterdamsche Bank aan de Coolsingel, de zogenoemde 'bankburchten' van de Twentsche Bank, Nederlandsche Handelsmaatschappij en Amsterdamsche Bank aan de Blaak, het PTT-kantoor aan de Botersloot en een woningblok aan de Pannekoekstraat. Dit pand aan de Oude Binnenweg met voormalige bioscoop en woningen is ook een voorbeeld van zo'n bouwwerk. Het gebouw is een ontwerp van de Nederlandse architect J.A. Lelieveldt, en is een van de vier woon- en winkelcomplexen die in de jaren 50 in traditionalistische stijl bij de Oude Binnenweg is gebouwd. De reden hiervoor was dat dit gebouw de vooroorlogse straat zou complimenteren. In 1952 zijn de eerste ontwerpen gemaakt in opdracht van P. Vermeer, die tijdens de oorlog vele schetsplannen had ontworpen. Het originele plan werd al in 1943 goedgekeurd, maar vanwege herzieningen in het Plan-Witteveen en later het Basisplan heeft het lang geduurd voor er een definitief plan op tafel lag. Ook werd pas laat besloten tot de toewijzing van een nieuw stuk grond, nadat het originele plan niet doorging. Een van de voorwaarden voor goedkeuring was dat het nieuwe pand eenvoudig zou zijn, zonder balkon en met woningen erboven. Eind april werd gehoopt op een begin van de werkzaamheden, maar die liepen serieuze vertragingen op toen bleek dat de gemeente een ambtelijke blunder had begaan. Op de plaats waar het nieuwe gebouw moest verrijzen stond tot thans toe een tijdelijk gebouw, waar het restaurant Matthé gevestigd was. Het grondcontract van het restaurant liep af op 1 juni van dat jaar nadat de gemeente het had opgeschort, maar stuurde vervolgens per ongeluk een nieuw jaarcontract naar Matthé toe. Omdat het restaurant zich aan het nieuwe contract wilde houden, kwam het tot een gerechtelijk verschil bij de kantonrechter. Hierin zijn beide partijen overeengekomen tot een schikking: het restaurant kreeg een nieuwe locatie op de Kruiskade hoek Kruisstraat en de gemeente kon doorgaan met de bouw van het pand op de geplande locatie. De kosten moesten door beide partijen moesten een deel van de kosten betalen.
Nadat de zaak was afgerond, kon de bouw van het gebouw beginnen. In de ochtend van 31 januari 1953, om 11:00 uur, begonnen de werkzaamheden toen de eerste betonpaal in de grond was geslagen. Gehoopt werd dat de werkzaamheden eind augustus klaar zouden zijn, maar vanwege lichte vertragingen is het gebouw pas op 22 oktober 1953 geopend door burgemeester Gerard van Walsum, in combinatie met acteur Alex de Haas en directeur van Centraal P. Vermeer. De werkzaamheden zijn uitgevoerd door de Aannemingsmaatschappij J.P. van Eesteren Het winkelpand is origineel gebouwd voor de Bioscoop Centraal, die schuin tegenover de nieuwe locatie haar originele gebouw had en verwoest was tijdens het bombardement op 14 mei 1940. Tegenwoordig zit hier een casino.

## Vormgeving en interieur
Het gebouw is ontworpen in de traditionalistische stijl en valt op in de straat omdat het een van de weinige huizen is die pandsgewijs tot stand is gekomen, vergeleken met het gros van de naoorlogse wederopbouwarchitectuur die met deze traditie brak. Het gebouw is opgezet als individueel pand in rechthoekige vorm, bestaande uit een winkel en de ingang van de voormalige bioscoop Centraal op de begaande grond, met daarboven ruimte voor drie verdiepingen. Onder de begane grond is tevens een kelder te vinden. Aan de linkerzijde bevond zich de winkel, in het midden de deur met toegang tot de woningen en rechts de diepe portiek en ingang van de voormalige bioscoop. Aan de achterzijde was de bioscoopzaal uitgebouwd; de uitbouw wordt beëindigd door zes garages. Elke verdieping dient als een woning en wordt afgesloten door een plat dak, gemaakt van mastiek en grind. De gevel aan de Oude Binnenweg is kenmerkend door de brede betonnen luifel met tientallen kleine verlichtingsarmaturen. Toen bioscoop Centraal nog aanwezig was in het pand, werd de gevel 's avonds verlicht door neonverlichting. De originele luifel was 1.50 meter breed en had als functie het afschermen van het publiek tijdens slecht weer. De originele toegangsdeuren en winkelpui waren oorspronkelijk gemaakt van goudkleurig geanodiseerd aluminium, maar deze zijn inmiddels vervangen. De kolommen en de omlijsting van de pui zijn in zwart graniet uitgevoerd. De verdiepingen erboven zijn nog wel grotendeels in oorspronkelijke staat behouden gebleven. De voorgevel is gemaakt van wit beton met een borstwering van grijs schokbeton. Boven de luifel is symmetrisch opgebouwd met centraal een groot trappenhuisvenster. Het kozijn is gemaakt van schokbeton en heeft ruitvormige vensters. De achtergevel is gemaakt van hardgrauw metselwerk in een geelgrijze kleur. De zijgevels hebben betonnen kolommen met daartussen geelgrijs metselwerk. Aan weerszijden van het trappenhuis bevinden zich op elke verdieping twee brede vensters met drie en vier stalen ramen. Deze ramen wijken af van de andere drie traditionalistische bouwwerken die in dezelfde periode zijn gebouwd omdat ze geen glasroede opmaak hebben. De vensters worden door een betonnen stijl gescheiden. De scheidingen op de tweede en derde verdiepingen zijn bestaan uit geribbelde borstweringen. De gevel wordt afgesloten door een betonnen daklijst die iets uitsteekt. Ter hoogte van de stijlen zijn stalen hijsbalken in het beton gestort. De fundering bestaat uit gewapend beton, evenals de kelder en de vloer van de begane grond. Het gebouw volgt de noordelijke rooilijn van de Oude Binnenweg en is zo goed als hetzelfde als de vooroorlogse rooilijn. Ook ligt het gebouw op de Brandgrens.
Het interieur van de originele bioscoop Centraal bestond uit wit betegelde wanden met vitrines, natuursteen vloeren en een kassa met draadversiering die in opdracht van kunstenaar Karl Gellings, maar die zijn inmiddels verdwenen. De draadversiering boven de originele kassa was tevens afkomstig van Karl Gellings. De bioscoopzaal bood plek aan 852 mensen met stoelen die 2 centimeter breder waren dan in iedere andere bioscoop destijds. De wanden waren in een gebogen vorm gemaakt en het dak was schuin, met als functie helpen met het filmgeluid. Uit de wanden en het plafond kwam verder indirecte verlichting in de zaal, terwijl in de binnenzaal er directe verlichting was dankzij lampjes die in het plafond waren gemonteerd. De bioscoop was 20 meter breed en 52 meter diep, en een voorhal van acht meter. Het gebouw springt 1.70 meter uit de rooilijn. In het voorgedeelte van de zaal stond een soort van proscerium, met erboven de luidsprekerruimte en het projectiedoek. Daaronder stonden zes autoboxen. De zaal werd afgesloten door een dak van voorgespannen liggers met bimsbetonnen kanaalplaten die afgedekt was met Ruberoid en grind. Achter de zaal is een parkeerplaats, waar de nooduitgangen op uitkomen. De kleuradviezen waren gegeven door Nederlands architect Joost van der Grinten. De binnenhal beschikte over toilette, een garderobe en een lange zitbank. De zaal had een automatische verwarmingsinstallatie waardoor het filteren van verse buitenlucht mogelijk was. Ook was de bioscoop ingericht op het vertonen van stereoscopische films. De vloeren van alle verdiepingen zijn gemaakt van hout en de plafonds van steengaas. De scheidingsmuren zijn gemaakt van porisosteen. Ook beschikken de woningen van een volautomatisch verwarmingssysteem.